# Václav Nedorost
Václav Nedorost (né le 16 mars 1982 à České Budějovice, en Tchécoslovaquie aujourd'hui ville de République tchèque) est un joueur professionnel de hockey sur glace évoluant au poste de centre.

## Carrière
Après avoir joué avec le HC České Budějovice en République tchèque, il a été repêché par l'Avalanche du Colorado au 14e rang dont en 1re ronde lors du repêchage de la Ligue nationale de hockey en 2000. Nedorost commence sa carrière nord-américaine en 2001-2002 dans la Ligue américaine de hockey (LAH) avec les Bears de Hershey, le club-école de l'Avalanche. La même année, il commence à jouer avec l'Avalanche et jouent 25, et fait quatre points dont deux buts et deux passes. Il joue 42 autres matchs avec l'Avalanche en 2002-2003.
Le 19 juillet 2003, avant de commencer la saison 2003-2004, il est échangé aux Panthers de la Floride avec Éric Messier en retour de Peter Worrell et d'un choix de 2e ronde. Il a joué 32 matchs avec les Panthers dont 21 avec le Rampage de San Antonio de la LAH, club-école des Panthers.
Durant le lock-out de 2004-2005, Nedorost retourne en République tchèque et joue avec le HC Bílí Tygři Liberec dans l'Extraliga. Après avoir manqué une saison entière en 2005-2006 en raison d'une blessure, il retourne jouer avec le HC České Budějovice pendant une saison. Il retourne tout de même en 2007-2008 avec le HC Bílí Tygři Liberec jusqu'en 2010.
Le 19 mai 2010, Nedorost signe un contrat d'un an avec l'équipe russe, le Metallourg Novokouznetsk de la KHL.
Il remporte la Coupe continentale 2013 avec le Donbass Donetsk.

## Statistiques

### En club
| Saison     | Équipe                   | Ligue      |    | Saison régulière | Saison régulière | Saison régulière | Saison régulière | Saison régulière |   | Séries éliminatoires | Séries éliminatoires | Séries éliminatoires | Séries éliminatoires | Séries éliminatoires |
| Saison     | Équipe                   | Ligue      | PJ | B                | A                | Pts              | Pun              | PJ               | B | A                    | Pts                  | Pun                  |                      |                      |
| 1998-1999  | HC České Budějovice      | Extraliga  | 7  | 0                | 2                | 2                | 0                | -                | - | -                    | -                    | -                    |                      |                      |
| 1999-2000  | HC České Budějovice      | Extraliga  | 38 | 8                | 6                | 14               | 6                | 3                | 0 | 0                    | 0                    | 0                    |                      |                      |
| 2000-2001  | HC České Budějovice      | Extraliga  | 36 | 3                | 12               | 15               | 14               | -                | - | -                    | -                    | -                    |                      |                      |
| 2001-2002  | Bears de Hershey         | LAH        | 49 | 12               | 22               | 34               | 16               | 7                | 2 | 3                    | 5                    | 2                    |                      |                      |
| 2001-2002  | Avalanche du Colorado    | LNH        | 25 | 2                | 2                | 4                | 2                | -                | - | -                    | -                    | -                    |                      |                      |
| 2002-2003  | Bears de Hershey         | LAH        | 5  | 3                | 2                | 5                | 0                | 5                | 2 | 2                    | 4                    | 0                    |                      |                      |
| 2002-2003  | Avalanche du Colorado    | LNH        | 42 | 4                | 5                | 9                | 20               | -                | - | -                    | -                    | -                    |                      |                      |
| 2003-2004  | Rampage de San Antonio   | LAH        | 21 | 9                | 6                | 15               | 2                | -                | - | -                    | -                    | -                    |                      |                      |
| 2003-2004  | Panthers de la Floride   | LNH        | 32 | 4                | 3                | 7                | 12               | -                | - | -                    | -                    | -                    |                      |                      |
| 2004-2005  | HC Bílí Tygři Liberec    | Extraliga  | 48 | 15               | 18               | 33               | 20               | 6                | 0 | 1                    | 1                    | 12                   |                      |                      |
|            |                          |            |    |                  |                  |                  |                  |                  |   |                      |                      |                      |                      |                      |
| 2006-2007  | HC České Budějovice      | Extraliga  | 30 | 3                | 7                | 10               | 36               | -                | - | -                    | -                    | -                    |                      |                      |
| 2007-2008  | HC Bílí Tygři Liberec    | Extraliga  | 27 | 6                | 7                | 13               | 34               | 10               | 3 | 0                    | 3                    | 12                   |                      |                      |
| 2008-2009  | HC Bílí Tygři Liberec    | Extraliga  | 50 | 15               | 20               | 35               | 68               | 3                | 0 | 0                    | 0                    | 0                    |                      |                      |
| 2009-2010  | HC Bílí Tygři Liberec    | Extraliga  | 26 | 4                | 7                | 11               | 12               | 15               | 3 | 11                   | 14                   | 18                   |                      |                      |
| 2010-2011  | Metallourg Novokouznetsk | KHL        | 48 | 8                | 11               | 19               | 26               | -                | - | -                    | -                    | -                    |                      |                      |
| 2011-2012  | HC Lev Poprad            | KHL        | 37 | 14               | 9                | 23               | 22               | -                | - | -                    | -                    | -                    |                      |                      |
| 2012-2013  | Donbass Donetsk          | KHL        | 52 | 15               | 20               | 35               | 18               | -                | - | -                    | -                    | -                    |                      |                      |
| 2013-2014  | Donbass Donetsk          | KHL        | 43 | 14               | 9                | 23               | 38               | -                | - | -                    | -                    | -                    |                      |                      |
| 2014-2015  | HC Slovan Bratislava     | KHL        | 37 | 8                | 10               | 18               | 32               | -                | - | -                    | -                    | -                    |                      |                      |
| 2015-2016  | HC Slovan Bratislava     | KHL        | 54 | 12               | 12               | 24               | 46               | 4                | 1 | 1                    | 2                    | 2                    |                      |                      |
| 2016-2017  | HC Slovan Bratislava     | KHL        | 36 | 8                | 5                | 13               | 52               | -                | - | -                    | -                    | -                    |                      |                      |
| 2018-2019  | HC Škoda Plzeň           | Extraliga  | 29 | 2                | 7                | 9                | 8                | 14               | 3 | 3                    | 6                    | 2                    |                      |                      |
| Totaux LNH | Totaux LNH               | Totaux LNH | 99 | 10               | 10               | 20               | 34               | -                | - | -                    | -                    | -                    |                      |                      |

### Statistiques en équipe nationale
| Année | Équipe             | Compétition                          |   | PJ | B | A | Pts | Pun           |  | Résultat |
| 2000  | République tchèque | Championnat du monde moins de 18 ans | 6 | 4  | 1 | 5 | 0   | 6e place      |  |          |
| 2000  | République tchèque | Championnat du monde junior          | 7 | 0  | 1 | 1 | 6   | Médaille d'or |  |          |
| 2001  | République tchèque | Championnat du monde junior          | 7 | 4  | 5 | 9 | 0   | Médaille d'or |  |          |